# رأی‌گیری باکلین

نمونهٔ برگهٔ رأی ترجیحی

روش باکلین (به انگلیسی: Bucklin) نوعی نظام انتخاباتی ترجیحی است که توسط جیمز باکلین، سیاستمدار آمریکایی، در ۱۹۰۹ باب شد. در روش باکلین اگر نامزدی هست که اکثریت مطلق ترجیحات اول برگه‌های رأی را کسب کند، برنده است. در غیر این صورت مجموع ترجیحات اول و دوم برگه‌های رأی برای هر نامزد محاسبه می‌شود و دوباره کسب اکثریت مطلق بررسی می‌شود. اگر هنوز هیچ نامزدی به اکثریت مطلق نرسیده بود، ترجیحات سوم برگه‌های رأی نیز لحاظ می‌شوند. این روند آنقدر ادامه پیدا می‌کند تا سرانجام نامزدی اکثریت مطلق آرا از آن خود کند. اگر در یک مرحله از انتخابات دو نامزد یا بیشتر همزمان به حد نصاب (اکثریت مطلق) رسیدند، نامزدی که رأی بیشتری کسب کرده پیروز خواهد بود. اما اگر مجموع آرایشان برابر بود، دقیقاً مشخص نیست که کدام‌یک برنده است چون اگر انتخابات یک دور دیگر ادامه یابد، ممکن است نامزد ثالثی بر دو نامزد قبلی غلبه کند.
این روش را در ۱۷۹۳ مارکی دو کندورسه پیشنهاد کرد، ولی در قرن بیستم توسط جیمز باکلین اهل گراند جانکشن، کلرادو احیا شد و از این رو به نام روش گراند جانکشن نیز شناخته می‌شود. چند ایالت در آمریکا (مثلاً مینسوتا) در ابتدای قرن بیستم سابقه استفاده از این روش را دارند.

## معیارهای انتخاباتی
روش باکلین معیار کندورسه را نقض می‌کند بدین معنی که تضمین نمی‌کند برندهٔ کندورسه را — در صورت وجود — برگزیند.
روش باکلین معیار یکنوایی را نیز نقض می‌کند.